# Callorhynchicola multitesticulatus
Callorhynchicola multitesticulatus är en plattmaskart som beskrevs av Harold Winfred Manter 1955. Callorhynchicola multitesticulatus ingår i släktet Callorhynchicola och familjen Chimaericolidae. Inga underarter finns listade i Catalogue of Life.